# Grete Winkels
Margarete "Grete" Winkels (gift Debus), född 15 juni 1918 i stadsdelen Bad Godesberg i Bonn, förbundsland Nordrhein-Westfalen, död
30 december 2017, var en tysk friidrottare med löpgrenar som huvudgren. Winkels var en pionjär inom damidrott, hon var världsrekordhållare i stafettlöpning 4x100 meter.

## Biografi
Grete Winkels föddes 1918 i västra Tyskland. Efter att hon börjat med friidrott tävlade hon i kortdistanslöpning och stafettlöpning samt höjdhopp och diskuskastning. Senare gick hon med i idrottsföreningen "TV Godesberger Turnverein 1888" i stadsdelen Bad Godesberg, därefter tävlade hon för "ASV Athletik Sportverein Köln" i Köln och senare för "Bonner FV" i Bonn.
1935 deltog hon i sina första mästerskap, hon tog guldmedalj i löpning 100 meter den 7 juli vid ett lokalt mästerskap i Trier, senare samma år deltog hon i de tyska mästerskapen 3-4 augusti i Berlin där hon blev utslagen under kvalificeringsheaten.
Den 21 juni 1936 satte hon världsrekord i stafettlöpning 4 x 100 meter (med Käthe Krauß, Emmy Albus, Marie Dollinger och Grete Winkels som fjärde löpare) vid tävlingar i Köln (ASV-Sportfest, Müngersdorfer Stadion). Senare samma år deltog Winkels vid de Olympiska sommarspelen i Berlin dock endast som reservlöpare i stafettlaget 4 x 100 meter och hon deltog inte i någon tävling. Stafettlaget (med Emmy Albus, Käthe Krauss, Marie Dollinger och Ilse Dörffeldt) förbättrade dock det gamla världsrekordet under försöksheaten den 8 augusti.
Efter sin studentexamen 1937 började hon som lärling vid en lackfabrik i Köln. Senare studerade hon kemi i Bonn och startade därefter eget företag.
1937 tog hon sin första tyska mästarmedalj då hon tog brons i löpning 100 meter vid tävlingar 24-25 juli i Berlin, 1939 och 1940 tog hon silvermedalj på distansen.
1939 tog hon sin första tyska mästartitel då hon vann guld i löpning 200 meter vid tävlingar 8-9 juli i Berlin, hon försvarade titeln 1940 och tog silvermedalj på distansen 1941.
Senare gifte hon sig med Heinz Debus, 1950 satte hon klubbrekord för "Bonner FV" i diskuskastning. Senare drog hon sig tillbaka från tävlingslivet.
2016 uppmärksammades Winkels 98 års födelsedag i friidrottsföreningens tidning.